# トリトン (衛星)
トリトン（英語: Triton, Neptune I）は、海王星最大の自然衛星で、海王星で発見された初めての衛星である。1846年10月10日にイギリスの天文学者であるウィリアム・ラッセルによって発見された。太陽系内の大型衛星の中では唯一、主惑星の自転方向に対して逆方向に公転する逆行軌道を持つ。直径は 2,710 km で、太陽系の衛星の中では7番目に大きい。その逆行軌道と、冥王星に似た組成であることから、トリトンはエッジワース・カイパーベルトから捕らえられた準惑星規模の天体であったと考えられている。トリトンは、凍った窒素の表面と、主に水の氷から成る地殻、マントル、岩石と金属からなる大きな核を持っており、総質量の約3分の2を占めている。平均密度は 2.059 g/cm3で、これは組成の約15～35%が氷であることを反映している。
トリトンは地質学的に活動していることが知られている数少ない太陽系内の衛星の一つである（他には木星のイオやエウロパ、土星のエンケラドゥスやタイタンがある）。その結果、表面は比較的若く、明確なクレーターはほとんど見られない。氷の火山やテクトニクスといった地形の存在は、複雑な地質学的変遷を示唆している。その表面の一部には昇華した窒素ガスを噴出する間欠泉を有しており、地球の海面上での気圧の70,000分の1に相当する薄い窒素の大気に関与している
トリトンは1846年10月10日にイギリスの天文学者ウィリアム・ラッセルによって発見され、これは海王星の発見から17日後のことであった。彼は自身が製作した口径61cm の望遠鏡を用いてトリトンを発見した。
1820年にジョン・ハーシェルが海王星発見の知らせを受けた時、ラッセルに存在する可能性のある衛星を探索するよう手紙を書いて提案した。ラッセルはそれに応じ、その8日後にトリトンを発見した。ラッセルは当時、環を発見したと報告したが、後の観測で環はとても微かで暗いということがわかったため、ラッセルが実際に環を観測したかどうかは疑わしい。
トリトンはポセイドーン（ローマ神話ではネプトゥーヌスに相当するギリシャ神話の神）の息子である、海の神トリートーン（Τρίτων）に因んで命名されている。この名称はカミーユ・フラマリオンによって1880年に出版された書籍である、Astronomie Populaire で初めて提案され、数十年後に正式に採択された。1949年に第2衛星ネレイドが発見されるまで、トリトンは一般的に「海王星の衛星」と呼ばれていた。ラッセルは自分自身が発見した衛星に名称をつけず、後に彼が発見した土星の第8衛星の名称として、以前にジョン・ハーシェルが選んだヒペリオンを使用することを成功裏に提案した。

## 軌道と自転

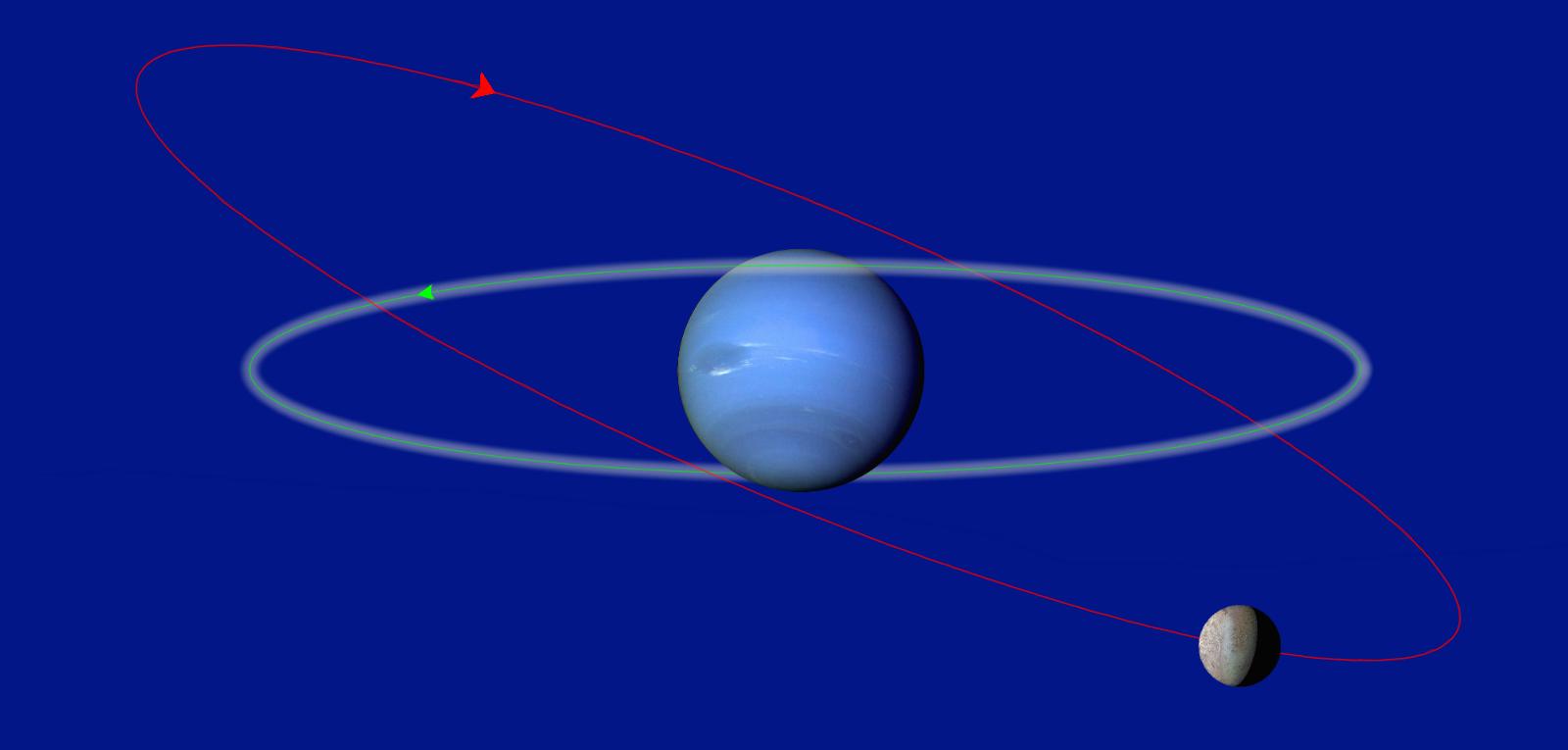
トリトンの軌道（赤線）は海王星の赤道面を公転する典型的な衛星の軌道（緑線）と比べて、公転方向が逆で157度傾いている。

トリトンは、太陽系にある全ての大型衛星の中で唯一逆行軌道で公転、すなわち、主惑星の自転方向と逆向きに公転している。木星や土星の外側を公転するほとんどの不規則衛星、天王星の外側を公転するいくつかの衛星も逆行軌道を持つ。しかし、これらの衛星は主惑星からはるか遠くに離れており、大きさも小さい。その中で最大のもの（フェーベ）でも、トリトンの直径のわずか8%（質量だと0.03%）しかない。
トリトンの軌道には、海王星の軌道に対する海王星の自転軸の傾き30度と、海王星の自転に対するトリトンの軌道傾斜角157度（90度を超えていれば逆行軌道であることを示す）の2つの傾斜が関わっている。トリトンの軌道は、海王星の自転に対して678地球年（4.1海王星年）の周期で歳差運動を起こしており、海王星の軌道に対する相対的な軌道の傾きは127度から180度まで変化し、過去には173度に達したこともあった。現在は130度になっており、トリトンの軌道は現在、海王星の軌道面から最も離れた状態に近付いていることになる。
トリトンの自転は公転と同期するように潮汐固定されており、常に同じ面を海王星に向けている。トリトンの赤道はその軌道面とほぼ一致している。トリトンの自転軸は海王星の軌道面から約40度傾いているため、海王星が軌道上のある地点にいる間、天王星の両極とほぼ同じくトリトンのどちらかの極は太陽に非常に近い方向を向くようになる。海王星が軌道を公転するにつれて、トリトンの極域は太陽の方向を向くようになり、それぞれの極に代わる代わる太陽光が差すという季節変化が生じる。このような変化は、2010年に観測された。
海王星の周りにおけるトリトンの公転運動はほぼ完全に円形であり、離心率はゼロに近い。潮汐による粘弾性の減衰だけでは、海王星系の形成から現在までの間にトリトンの軌道を円形化することはできないと考えられており、順行するデブリ円盤からのガス抗力が重要な役割を果たしているとされている。潮汐力の作用はまた、トリトンの公転にブレーキをかけ、地球から徐々に遠ざかっている月よりも近い位置にあるトリトンを海王星に接近させてもいる。予測では、今から36億年後にはトリトンは海王星のロッシュ限界より内側を通るようになる。これにより、トリトンは海王星の大気に落下するか、あるいは粉砕されて土星の環に似た新たな環が形成されるだろう。

## 捕獲

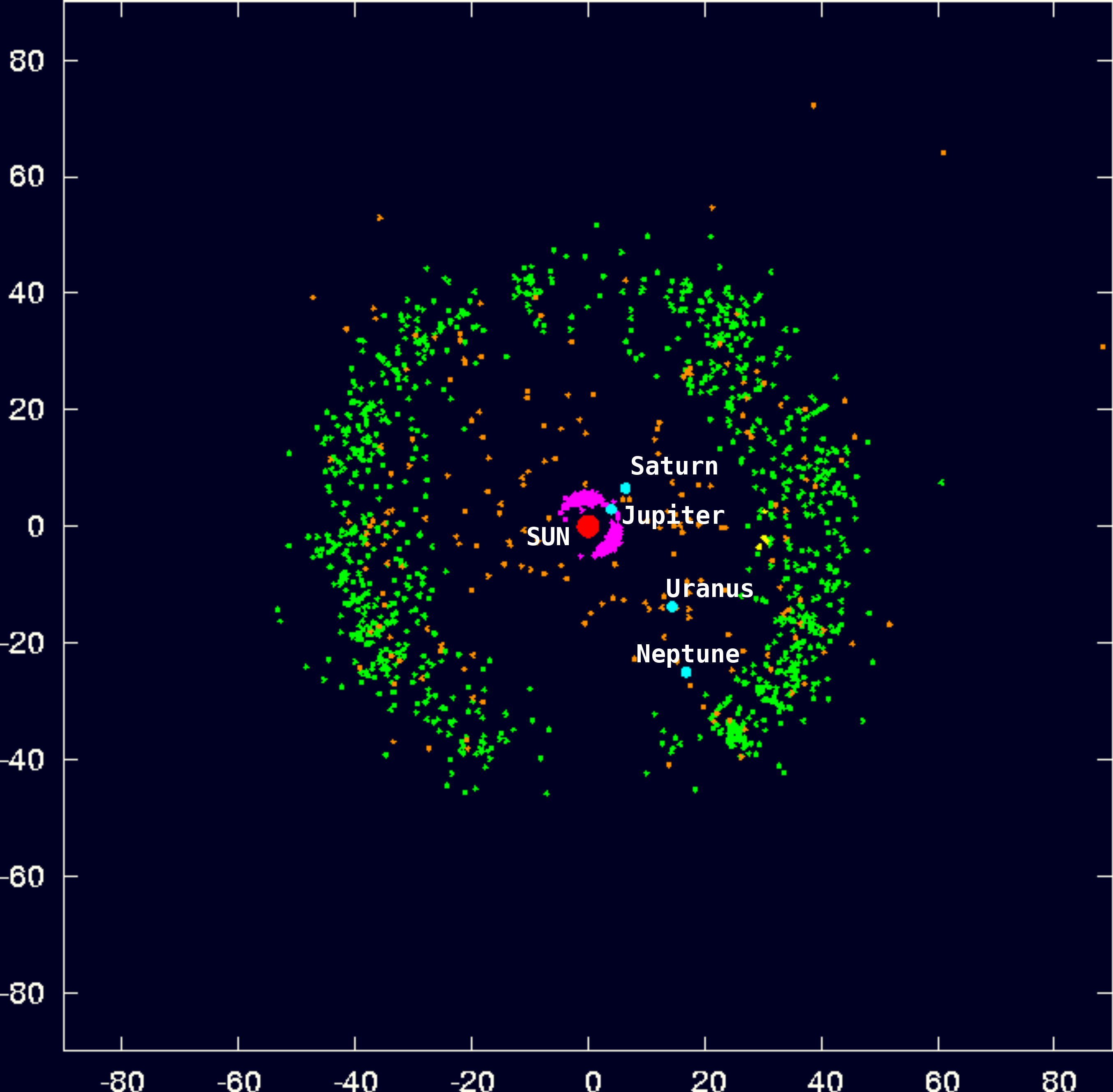
トリトンの起源と考えられている、太陽系外縁部にあるカイパーベルト（緑）

逆行軌道の衛星は、その衛星が公転する主惑星の周りで形成されたデブリ円盤から形成されることはないため、トリトンは他の領域から捕獲された天体であるとされている。太陽から約 50 au 離れた位置にある、小さな氷の天体からなるリング状の領域エッジワース・カイパーベルト（カイパーベルト）がトリトンの起源かもしれない。地球で観測される短周期彗星の大部分の起源であるカイパーベルトには、冥王星を含む惑星サイズの天体がいくつか存在している。これらは現在、海王星と軌道共鳴の状態にあるカイパーベルトの中で最も大きな天体（冥王星族）であると認識されている。トリトンは冥王星よりもわずかに大きいだけで、組成もほぼ同じであるため、両者が同じ起源を共有しているという仮説が導かれている。
トリトンが捕獲によって衛星になったという仮説は、海王星の衛星ネレイドの極端な楕円軌道や、海王星が他の巨大ガス惑星よりも衛星の数が少ないことなどの、海王星系のいくつかの特徴を説明できるかもしれない。初期のトリトンの楕円軌道は、不規則衛星の軌道を横断し、より小さな規則衛星の軌道に摂動を与え、重力の相互作用によってそれらを分散させただろう。
捕獲されたトリトンの楕円軌道はまた、内部に潮汐加熱を引き起こし、10億年間に渡ってトリトンの内部に流体を存在させることができた。この推論はトリトンの内部が分化しているという証拠によって裏付けられている。この内部熱源は潮汐固定と軌道の円形化に伴って消滅した。
トリトンの捕獲については2種類のメカニズムが提案されている。惑星の重力によって捕らえられるためには、通過する天体は離脱に必要な速度よりも低速になるために十分なエネルギーを失わなければいけない。初期の理論では、トリトンは他の天体と衝突したことによって減速したと考えられた。その天体は偶然海王星を通過した天体か (ただし可能性は低い)、もしくは海王星の周りを公転する衛星や原始衛星（この方が現実的）であったとされている。最近の仮説では、トリトンは捕獲される前は連星（二重惑星・二重小惑星）の一部であったことが示唆されている。この仮説では、連星が海王星に接近した際に重力相互作用によって連星系は破壊され、連星の片方は弾き飛ばされ、もう片方のトリトンは海王星に捕らえられたとされる。この現象はもう片方の天体の質量が大きいとより発生しうる。火星の衛星の捕獲についても同様のメカニズムが提案されている。この仮説は、大きなカイパーベルト天体は一般的に連星を成していることなどの、いくつかの証拠によって支持されている。この捕獲現象は短期間でしかし穏やかに発生したため、トリトンの衝突破壊を防いだとされている。この現象は、海王星の形成時や、その後の外側への移動が起きていた間は一般的に起きていたかもしれない。
しかし2017年に行われたシミュレーションでは、トリトンが捕獲された後、軌道離心率が小さくなる前に少なくとも1個の他の衛星と衝突し、他の衛星同士の衝突を引き起こしたことが示された。

## 物理的特徴
トリトンは、太陽系で7番目に大きな衛星で、天体全体でも16番目に大きく、準惑星の冥王星やエリスよりもわずかに大きい。海王星の環とその他の13個の衛星を含む、海王星の周回軌道上にある物体の全質量の99.5%以上を占めており、太陽系内で知られているトリトンより小さな衛星の全質量よりも大きい。また直径は海王星の5.5%であり、巨大ガス惑星の衛星の中ではその主惑星に対する大きさは最も大きいが、質量の比較では土星の衛星タイタンの方が大きい。冥王星に似た半径、密度 (2.059 g/cm3)、温度そして化学組成を持つ。
トリトンの表面は焼なましされた固体窒素の透明な層で覆われている。観測され研究が行われているのはトリトンの表面の40%のみだが、その表面は全体が窒素の氷でできた薄いシートで覆われている可能性がある。冥王星と同じように、トリトンの地殻の55%は窒素の氷で、そこにその他の氷が混ざったものになっている。水の氷は15～35%、凍結した二酸化炭素（ドライアイス）が残りの10～20%を占めているが、0.1%のメタンや、0.05%の一酸化炭素を含む氷も少量存在している。リソスフェアにアンモニアの水和物の兆候が見られるため、表面にアンモニアの氷が存在する可能性も示されている。トリトンの平均密度は、組成の約30～45%が氷で、残りは岩石であることを示唆している。表面積は2,300万km2で、地球全体の4.5%、陸地のみに限定するとその15.5%に相当する。トリトンはかなり高いアルベドを持ち、受ける太陽光の60～95%を反射する。またその値は最初の観測からわずかに変化している。これに対して、月はわずか11%しか太陽光を反射しない。トリトンの赤みがかった色はメタンの氷によるものと考えられており、メタンの氷は紫外線を受けるとソリンに変換される。
トリトンの表面は長期に渡って溶融していたことを示唆しているため、内部モデルではトリトンは地球のように固体の核とマントル、そして地殻に分化していることを仮定している。岩石と金属からなる核を取り囲んでいるトリトンのマントルは、太陽系で最も多く存在している揮発性物質である水で構成されている。トリトンの内部には、放射性物質の崩壊熱で今日までマントルの対流を駆動するのに十分な量の岩石が存在する。この熱は、エウロパの内部に存在すると仮定されているのと同様の、全球規模の地下海洋を維持するのに十分である可能性もある。排出された黒色の物質には有機化合物が含まれている可能性があり、トリトンに液体の水が存在していれば、何らかの形態の生命にとって居住可能性があると推測されている。

## 大気

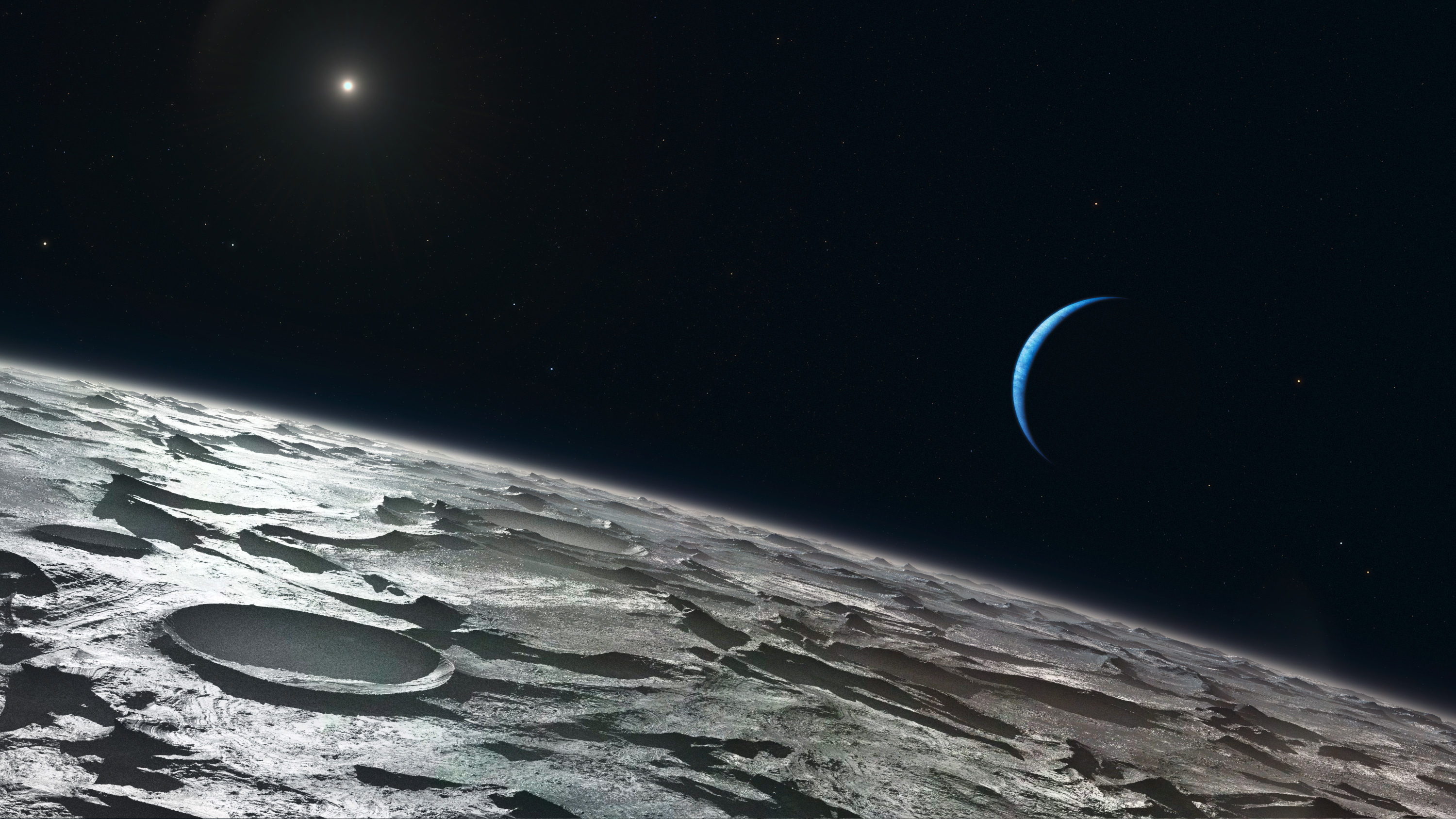
トリトンの想像図。縁に薄い大気が描かれている。

トリトンはその表面に微量の一酸化炭素と少量のメタンを含む薄い窒素の大気を持つ。冥王星の大気と同様に、トリトンの大気は表面からの窒素の蒸発に起因していると考えられている。トリトンにある窒素の氷は温度が比較的高い場所に生成される六方晶系の状態で存在しており、その温度では六方晶系の氷と立方晶系の氷の間で相転移が起きるため、表面温度は少なくとも35.6 K（-237.6 ℃）となる。温度の上限は40 K弱で、これはトリトンの大気中の窒素ガスの平衡蒸気圧から求めることができる。これは冥王星の平均平衡温度 44 K（-229 ℃）よりも冷たい。トリトンの表面の大気圧は約1.4～1.9 Pa（0.014～0.019 mbar）しかない。

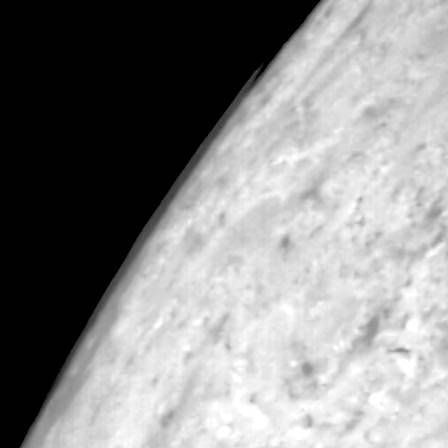
ボイジャー2号によって観測された、周縁の上に存在しているトリトンの雲

トリトンの表面での乱流は対流圏（weather region）を生み出しており、その高度は 8 km に達している。間欠泉の噴煙によってトリトンの表面に残された縞模様は、対流圏が 1 μm 以上の大きさの物質を動かすことが出来る季節的な風によって動いていることを示唆している。他の天体の大気とは異なり、トリトンには成層圏が存在しておらず、代わりに高度 8～950 km に熱圏、その外側に外気圏が存在している。太陽の放射と海王星の磁気圏から吸収された熱により、トリトンの大気上層部の温度は 95 ± 5 K と表面よりも高温になっている。大気中のヘイズ (もや) は対流圏の大部分に浸透しており、主にメタンと太陽光の作用によって生じた炭化水素とニトリルから成ると考えられている。トリトンの大気には、高度 1～3 km に凝縮した窒素の雲が存在している。
1997年に、地球からトリトンが恒星の前を通過した際にトリトンの周縁部分が観測された。この観測結果から、大気の密度はボイジャー2号のデータから推測されたものより大きいことが示唆された。他の観測では、1989年から1998年の間に気温が5%上昇していることが観測されている。これらの観測結果から、トリトンは数百年に一度だけ訪れる異常に暖かい夏の季節に近付いていることが示されている。この温暖化の理論には表面の霜のパターンの変化と氷のアルベドの変化が含まれており、そのためより多くの熱を吸収することができる。別の理論では、温度変化は地質学的プロセスによる暗い赤色の物質が堆積した結果であると主張している。トリトンはボンドアルベドが太陽系内で最も高い天体の1つであるため、スペクトルアルベドの小さな変動に敏感であるとされている。

## 表面の特徴

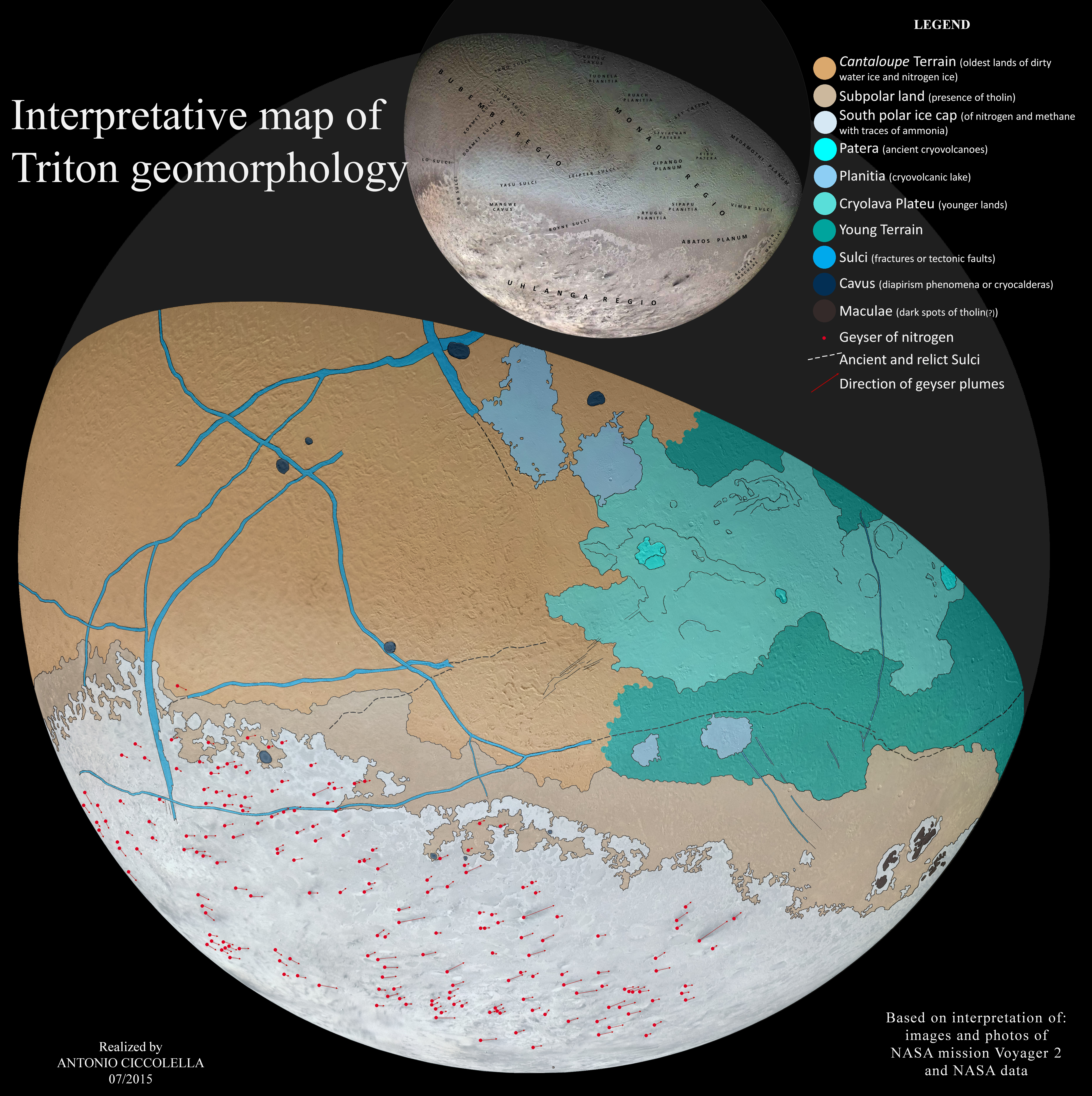
トリトンの地形学的解釈図

トリトンの表面に関する詳細な情報は、全て1989年にボイジャー2号が 40,000 km の距離にまで接近した際に得られた。トリトンの表面の40%がボイジャー2号によって撮影されており、むらのある露頭や尾根、谷、溝、盆地、高原、凍った平野、いくつかの衝突クレーターといった地形が存在していることが明らかになった。表面は比較的平らであり、観測されている範囲内の地形では高さが 1 km を超えて変化することはない。衝突クレーターは比較的少ない。最近のクレーターの密度と分布の分析では、地質学的に見るとトリトンの表面は非常に若いことが示唆されており、地域によってその推定年齢は600万年から5000万年と様々である。トリトンの表面の55%は凍った窒素で覆われており、その氷のうち水の氷は15～35%、ドライアイス（凍った二酸化炭素）が残りの10～20%を占めている。表面には、生命の起源への先駆的な化学物質になるかもしれない有機化合物であるソリンの堆積物が見られる。

### 氷の火山

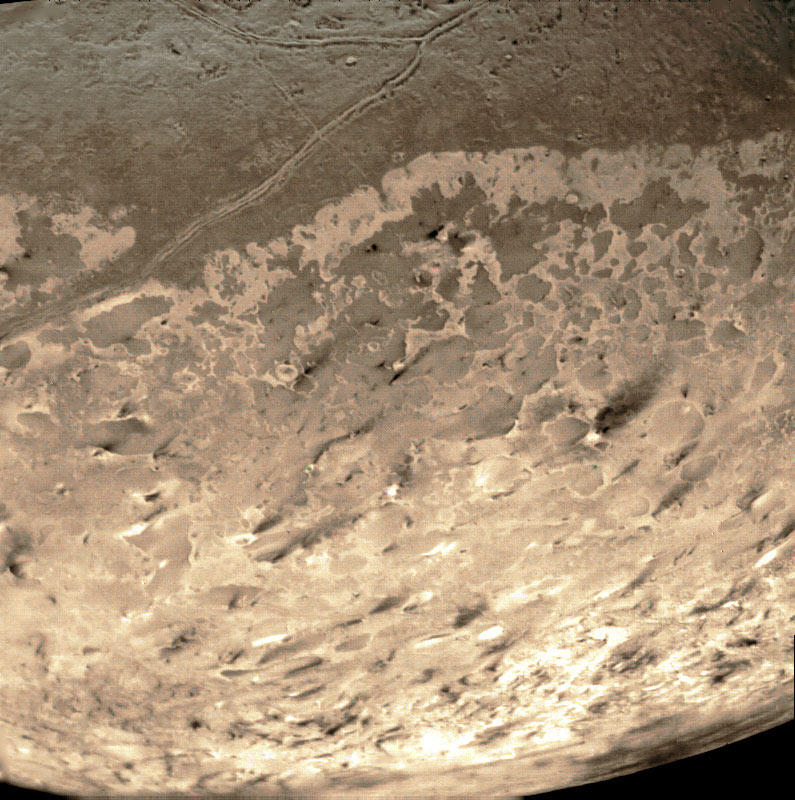
窒素の間欠泉の噴火によって残された塵の堆積物であると考えられている、トリトンの南極の極冠を横切る暗い縞模様

トリトンは地質学的には活動的で表面は若く、衝突クレーターの数が比較的少ない。トリトンの地殻は様々な氷で構成されているが、その地下で起きているプロセスは地球上で火山や地溝帯を形成するものと似ている。ただし、トリトンではそのプロセスでは液体の岩石ではなく水とアンモニアがはたらく。トリトンは表面全体に複雑な谷や尾根が存在しているが、これらはおそらくテクトニクスと火山活動によるものであるとされている。トリトンの表面における特徴の大部分は、天体衝突などの外的な要因ではなく、内部の地質学的なプロセスによって形成された内因的なものであり、その多くはテクトニクス的なものと言うよりは噴火や噴出的な性質のものである。
探査機ボイジャー2号は1989年に、トリトンの表面で窒素を噴出する少数の間欠泉と、それに付随する表面から 8 km の高さにまで達する塵の噴煙を観測した。そのためトリトンは、地球、イオおよびエンケラドゥスと共に、ある種の活発な噴火活動が観測されている太陽系内でも数少ない天体の1つであるとされている。最も良く観測された煙の柱はヒリ（Hili）とマヒラニ（Mahilani）と命名されている（それぞれズールー神話の水の精とトンガに伝わる水の精霊の名に因む）。
観測されている全ての間欠泉は、トリトンの太陽直下点に近い南緯50度から57度の領域内に存在している。このことは、トリトンが太陽から遠く離れているため、とても微弱ではあるものの太陽からの熱の存在が極めて重要であることを示している。トリトンの表面はおそらく暗い基質の上に半透明の凍った窒素の層から成り、一種の「固体の温室効果」を生み出すと考えられている。太陽からの放射は表面の薄い氷床を通過し、地上から噴出するのに十分なガス圧が蓄積するまで表面下の窒素を徐々に加熱して蒸発させている。そして、周囲の表面温度 37 K よりも温度が 4 K 上回ると、観測された高さの噴出を駆動する可能性があるとされている。一般的にこうした地質活動は氷の火山と呼ばれているが、この窒素のプルーム活動は、問題となっている天体の内部熱に駆動されるトリトンの大規模な氷の火山の噴火や、他の天体の火山活動とは異なる。これと同様に火星の二酸化炭素の間欠泉は、季節が春になる度に噴出すると考えられている。
トリトンの間欠泉の噴火の期間は最長で1年になると考えられており、その間に約1億 km3もの窒素の氷が昇華する。一緒に噴出する塵は、肉眼で観望できる縞模様としては風下に 150 km の長さにまで堆積する可能性があり、より拡散した堆積物だとさらに遠くまで堆積する可能性がある。ボイジャー2号によって撮影された南半球の画像では、こうした暗い色の縞模様が多数見られる。1977年からボイジャー2号が接近した1989年までの間に、トリトンは冥王星に似た赤みがかった色からはるかに薄い色合いに変化しており、軽い窒素の霜がより古い赤みを帯びた物質を覆ったことが示唆された。トリトンの赤道からの揮発性物質の噴出とそれらの極への堆積は、1 万年にわたって極移動を引き起こすのに十分な質量を再分配するかもしれない。

### 極冠、平野および尾根

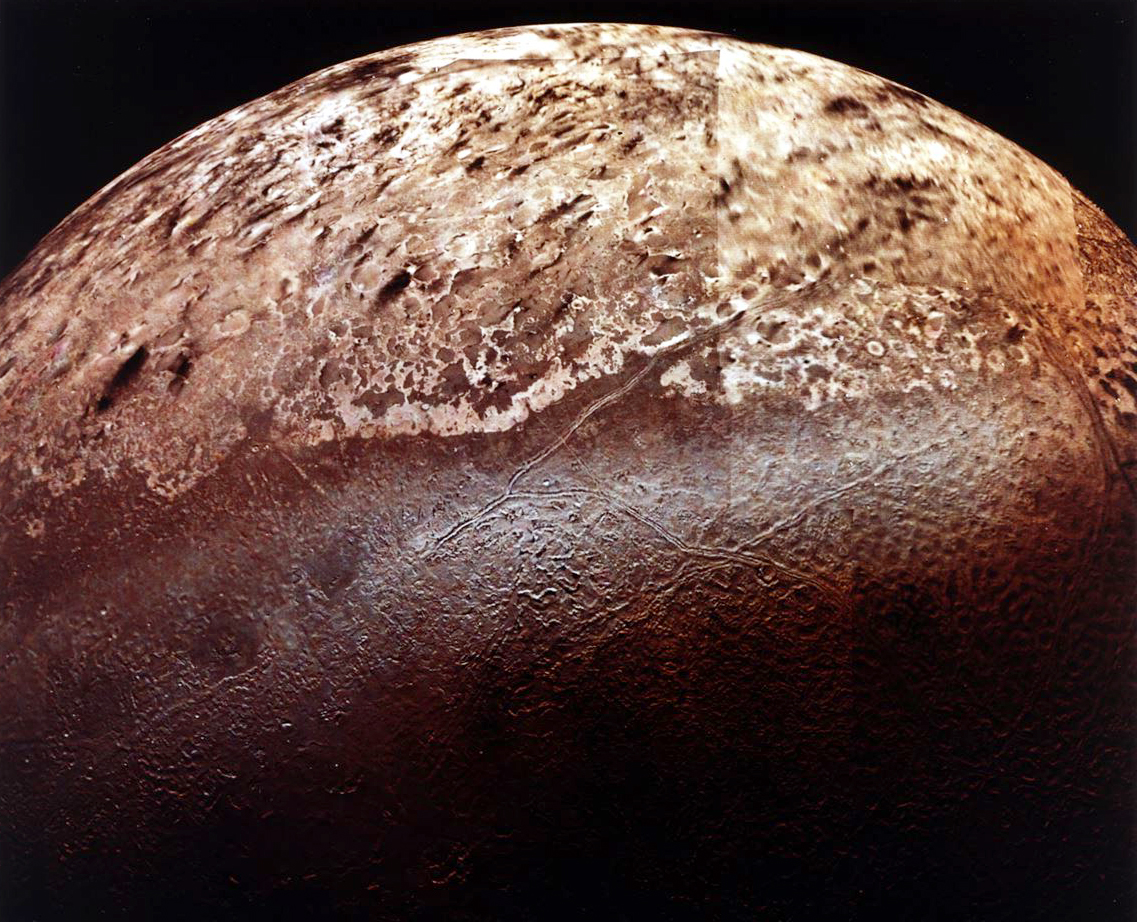
カンタロープ地形の領域上にあるトリトンの南極の明るい極冠

トリトンの南極は、衝突クレーターと間欠泉の噴出口が散在しており、凍った窒素とメタンから成る反射率の高い極冠で覆われている。北極については、ボイジャー2号が接近した時は夜であったため、ほとんど知られていないが、北極にもこうした極冠があるだろうと考えられている。
ジパンゴ高原（Cipango Planum）のようなトリトンの東半球に見られる高い平野は古い地形を覆い隠しているため、氷の溶岩がそれ以前の地形を一掃した結果であると考えられる。平野にはリヴァイアサン（Leviathan Patera）といった窪みが点在している。トリトンの溶岩はアンモニアと水の混合物だと思われているものの、その組成は知られていない。
トリトンには4つのほぼ円形な「壁のある平野（Walled plains）」が確認されている。これらはこれまで観測されている中で最も平坦な領域で、高度の変動は 200 m 未満になっている。この領域は氷の溶岩の噴火によって形成されたと考えられている。トリトンの東側の縁近くにある平野には、黒い斑点（黒斑）が点在している。いくつかの黒斑は広がった境界線を持つ単純なものであり、その他ははっきりとした境界線を持ち、中央の暗い斑点の周りを白いハロー（halo）が囲んでいるものである。典型的な黒斑の直径は約 100 km で、幅 20～30 km のハローを有する。
トリトンの表面には複雑な尾根や谷が存在しており、これらはおそらく凍結と融解のサイクルによる結果だとされている。その多くはまた、本質的に地殻活動で出現したとされており、伸長または走向移動断層運動に起因している可能性がある。中央部にはエウロパの線紋地形（規模はこちらの方が大きい）と強い類似性を持つ長い二重の尾根があり、同様の起源を持つかもしれない。この地形はトリトンの軌道が完全に円形化する前に起きた潮汐応力によって引き起こされた、断層に沿った運動で形成された可能性がある。これらの平行な尾根を持つ断層は、赤道地域を横断する複雑な地形の谷の内部から放出したものとされている。尾根や谷、そしてヤス溝（Yasu Sulci）やホ溝（Ho Sulci）、ロ溝（Lo Sulci）のような溝はトリトンの地質学的歴史で見ると中期に形成されたものと考えられており、多くは同時期に形成されたとされている。それらの地形は「グループ」や「パケット」としてまとめられる傾向がある。

### カンタロープ地形

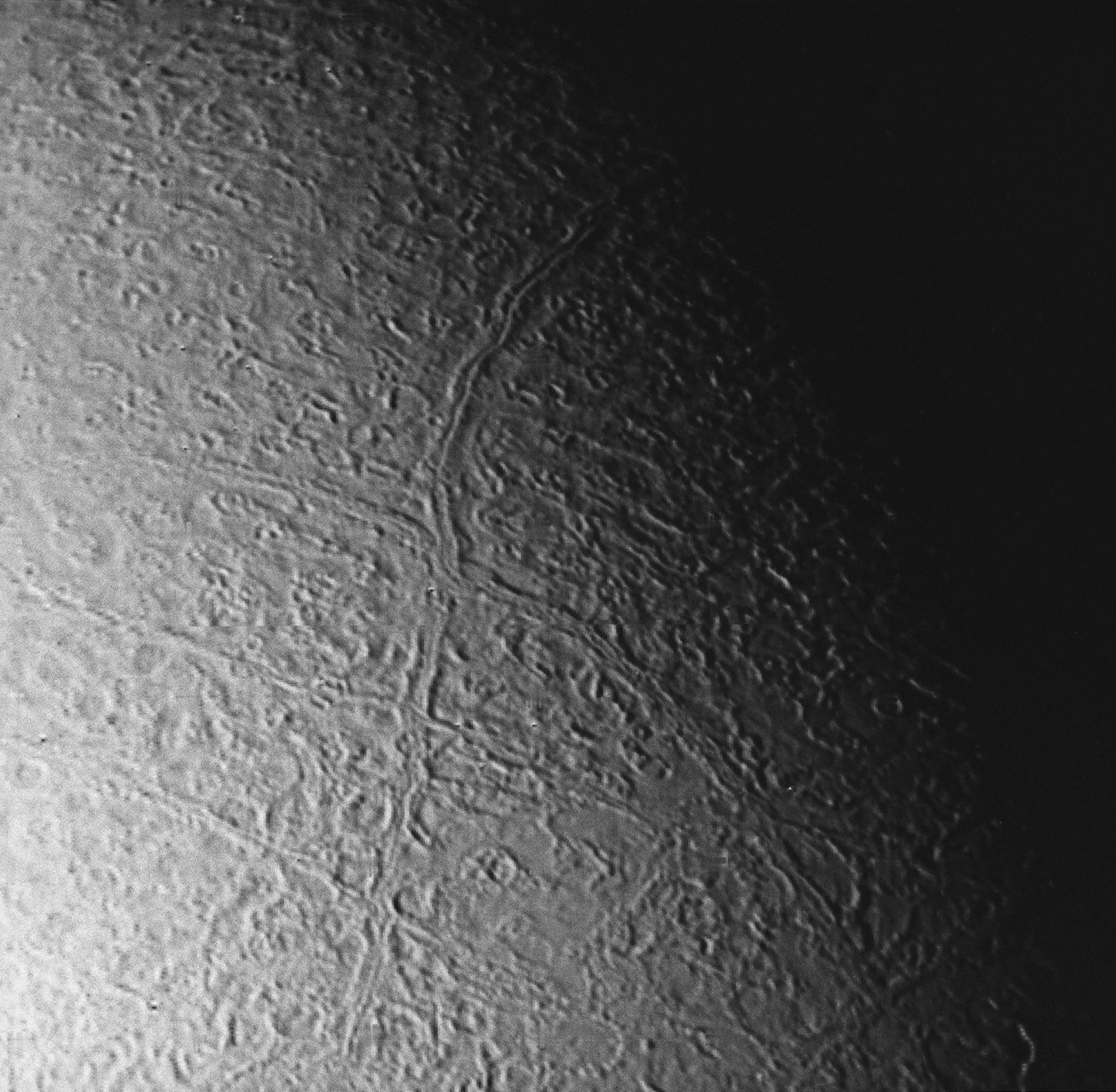
ボイジャー2号が 130,000 km の距離から観測した、エウロパに似た尾根が2つ横切っているカンタロープ地形。スリドル溝（Slidr Sulci、画像では垂直になっている方）とタノ溝（Tano Sulci）が「X」の字を形成している。

トリトンの西半球は、カンタロープメロンの皮の模様に似ていることから「カンタロープ地形」と呼ばれる、奇妙な一連の裂け目と窪みで構成されている。クレーターは少ないが、これはトリトンで最も古い地形であると考えられており、トリトンの西半球の大部分を覆っていると考えられる。
カンタロープ地形はほとんどが汚れた水の氷から成り、トリトンにしか存在していない。直径 30～40 km の窪みがあり、同じ大きさで滑らかな曲線になっているため、おそらくクレーターではないとされている。これらの地形の形成の主な仮説としてダイアピリズム説があり、これはより密度の高い物質の層を通過する、より密度の低い物質の「しこり」が上昇したことで形成とする仮説である。代替の仮説として、崩壊によって形成されたとする説や、氷の火山の活動で発生した洪水によって形成されたという説などがある。

### 衝突クレーター

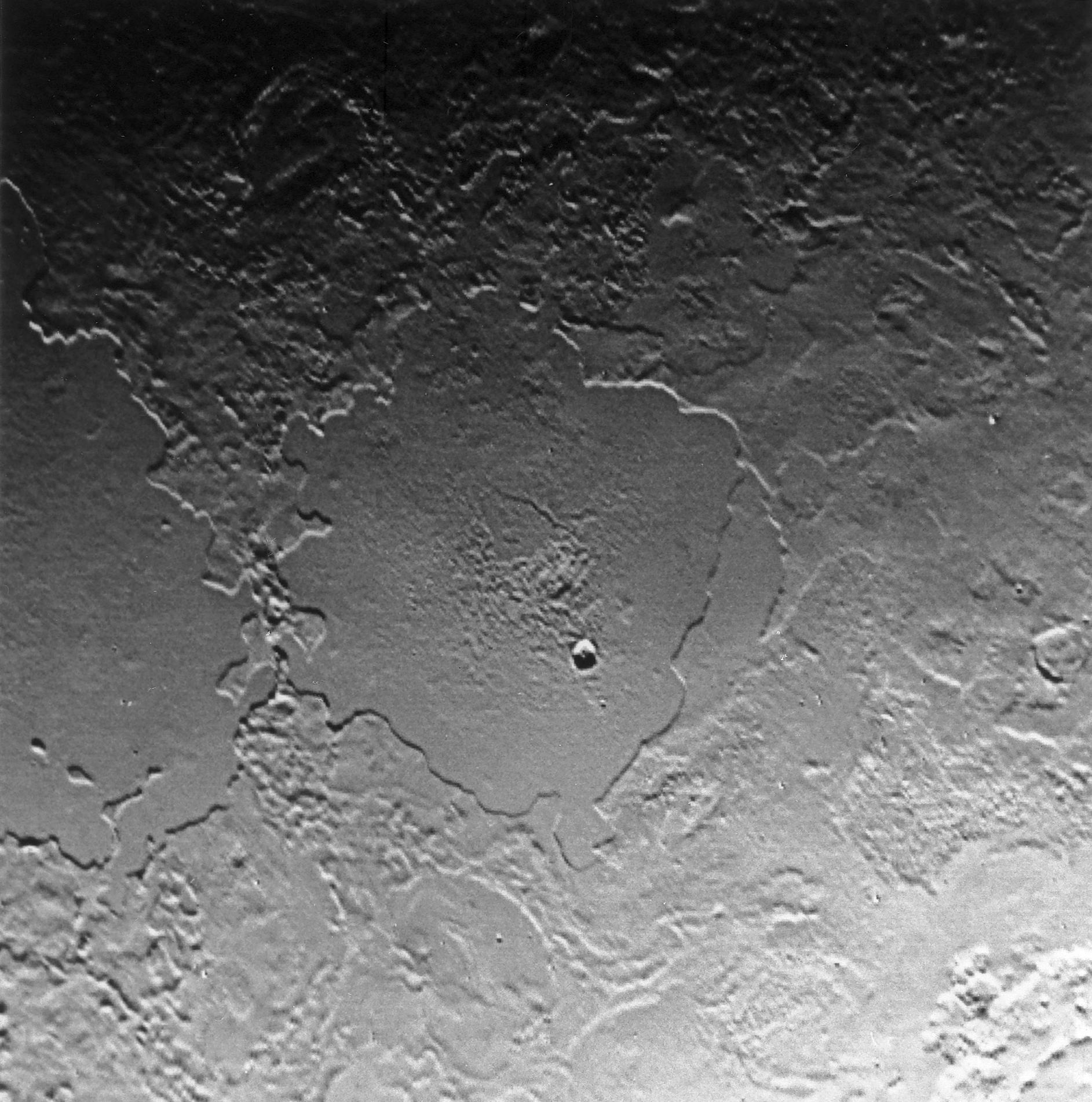
ツオネラ平原（Tuonela Planitia、左）とルーア平原（Ruach Planitia、中央）は、氷の火山の活動で形成されたトリトンの「壁のある平野」 のうちの2つである。クレーターが少ないことは広範囲で比較的最近に地質学的活動があることを示す証拠である。

継続的な地質学的活動による地形の一掃と変化のため、トリトンの表面上においてクレーターは比較的稀である。ボイジャー2号が撮影したトリトンの画像の調査から発見されたクレーターはわずか179個であった。一方で、表面積がトリトンのわずか3%しかない天王星の衛星ミランダには835個ものクレーターが観測されている。トリトンで観測された、衝突によって生じたと考えられている最大のクレーターはマゾムバ（Mazomba）と呼ばれるクレーターで、直径は 27 km である。より大きなクレーターも観測されているが、一般的にこれらは火山性のクレーターであると考えられている。
数少ないトリトンの衝突クレーターのほとんどは、主に軌道運動の方向に対して先行している方の半球に集中しており、その大部分が経度30度から70度の赤道付近に集中している。これは海王星の周りの軌道上の物質を掃き集めた結果であると考えられている。トリトンは片面を恒久的に海王星に向けているため、天文学者達は先行する半球にはより頻繁で激しい衝突が起き、後方の半球への衝突は少なくなるはずだと予想している。ただしボイジャー2号はトリトンの表面の40%しか撮影していないため、この考えは不確実なままとなっている。

## 観測と探査

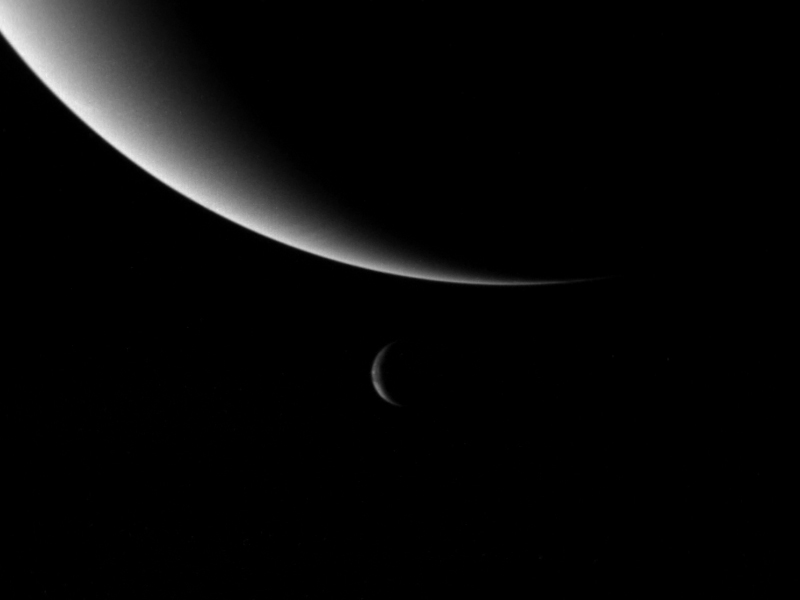
ボイジャー2号がフライバイした3日後に撮影した海王星（上）とトリトン（中央）

トリトンの軌道の特性は19世紀にはすでに高精度で求められており、海王星の軌道面に対して非常に傾いていて、逆行軌道を持つことが判明していた。トリトンの詳細な観測は1930年まで行われておらず、1989年にボイジャー2号が接近するまでは、トリトンについてほとんど知られていなかった。
ボイジャー2号がフライバイを行う前は、天文学者はトリトンには液体窒素の海と、地球の30%もの密度を持つ窒素とメタンから成る大気が存在するかもしれないと考えていた。しかし火星の大気密度が過大評価されていたのと同様に、これは正しくなかったことが判明した。火星と同様に、初期の頃はより濃い大気の存在が想定されていた。
トリトンの直径を測定する最初の試みは1954年にジェラルド・カイパーによってなされ、彼はトリトンの直径について 3,800 km という値を得た。その後に行われた測定によるトリトンの推定直径は 2,500～6,000 km と幅があり、これは月（3,474.2 km）よりやや小さい大きさから地球の約半分の大きさにまで匹敵する。1989年8月25日にボイジャー2号が海王星に接近した際のデータから、トリトンの正確な直径の推定値（2,706 km）が得られた。
1990年代には、近距離星の掩蔽を用いて地球からトリトンの周縁を調べる様々な観測が行われ、トリトンに大気と風変わりな表面が存在していることが判明した。1997年後半の観測では、トリトンの温度が上昇しており、ボイジャー2号が1989年に接近した際よりも大気の密度が著しく大きくなっていることが示唆された。
2008年10月16日、冥王星探査のために打ち上げられた探査機ニュー・ホライズンズが、約37億5,000万 km 離れた位置から海王星とトリトンの画像を撮影した。
2010年代に行われることを目指した海王星系の探査ミッションの新たな構想は、過去数十年の間に何度もNASAの科学者によって提案されてきた。彼らはトリトンを主な観測対象としており、それらの提案にはタイタンのホイヘンス・プローブのような着陸機をトリトンに送る計画が含まれることも頻繁にあった。しかし、海王星とトリトンの探査計画は提案の段階を超えておらず、また、外太陽系の探査ミッションに対するNASAの資金の用途は現在、木星と土星の探査に集中している。
トリトンへの着陸を行うミッションとして提案されている Triton Hopper と呼ばれる計画では、トリトンの表面から窒素の氷を採掘し、小さなロケット推進剤として使用するように処理して、トリトンの表面からの飛行あるいは表面を「跳ねて」渡っていくことが計画されている。
2017年10月5日に、トリトンによる恒星 UCAC4 410-143659 の掩蔽が発生した。

## 地図
| {{{annotations}}} 色を強調した地図、画像右側が先行する半球 | {{{annotations}}} 色を強調した極座標地図、右が南側 |